# Immidae
Super-famille
Famille
Les Immidae sont une famille pantropicale de lépidoptères, qui est la seule représentante de la super-famille des Immoidea. Elle est représentée par environ 245 espèces.

## Liste des genres
Selon GBIF (26 mars 2023) :
- Alampla Diakonoff, 1978
- Birthana Walker, 1865
- Bryonympha Meyrick, 1930
- Bursadella Snellen, 1880
- Imma Walker, 1859
- Loxotrochis Meyrick, 1906
- Moca Walker, 1863
- Ptochaula Meyrick, 1920
- Scaptesylomima Kobes, 1989
- Sthenistis Hampson, 1896

## Systématique
La super-famille des Immoidea et la famille des Immidae ont été créées en 1979 par l'entomologiste australien Ian F. B. Common (d) (1917–2006).